# Iván Dibós
Iván Dibós Mier (né le 18 janvier 1939 à Lima) est un dirigeant sportif péruvien, membre du Comité international olympique de 1982 à 2019 puis membre honoraire.
Il est ministre péruvien de 2003 à 2006 en tant que président de l'Institut péruvien du sport.